# Music Porter II
Music Porter II（ミュージックポーター・ツー）は、三菱電機が開発した、NTTドコモの第三世代携帯電話 (FOMA) 端末製品 FOMA D701iWM（フォーマ・ディー なな まる いち アイ・ダブリュー エム）のブランド名である。
型番末尾の WM は、With Music の略である。

## 概要
D701iをベースに開発された端末。シリーズ初代製品のMusic PORTERとは異なり、オーソドックスな本体形状の折りたたみ式端末となった。
消費電力の低減が図られた結果、連続再生時間は初代Music PORTERの約6時間を上回る、約20時間。製品には128MBのメモリースティック PRO Duo、楽曲ファイル管理・転送用メディアプレーヤーソフト「BeatJam」、USB接続ケーブル、ステレオイヤホン、マイク付リモコンが付属する。
対応する楽曲ファイルの形式は、ATRAC3 / ATRAC3plus、MP3、iモーション MP4 (AMR, AAC)。
音楽配信サイト「Mora」よりダウンロードした楽曲の再生や、FMラジオの聴取も可能である。

## 歴史
- 2005年9月29日: 電気通信端末機器審査協会 (JATE) による審査を通過（認定番号: A05-0420001）。
- 2005年10月3日: 発表。
- 2005年12月22日: 発売開始。